# Хеликс (Орегон)
Хеликс (енгл. Helix) град је у америчкој савезној држави Орегон.

## Демографија
По попису из 2010. године број становника је 184, што је 1 (0,5%) становника више него 2000. године.
| Група             | 2000.       | 2010.       |
| Белци             | 171 (93,4%) | 148 (80,4%) |
| Афроамериканци    | 0 (0,0%)    | 0 (0,0%)    |
| Азијати           | 0 (0,0%)    | 0 (0,0%)    |
| Хиспаноамериканци | 5 (2,7%)    | 11 (6,0%)   |
| Укупно            | 183         | 184         |